# Mycale aplysilloides
Mycale aplysilloides är en svampdjursart som först beskrevs av Lendenfeld 1888.  Mycale aplysilloides ingår i släktet Mycale och familjen Mycalidae. Inga underarter finns listade i Catalogue of Life.